# Luigi Macchi
Luigi Macchi (ur. 3 marca 1832 w Viterbo, zm. 29 lub 30 marca 1907 w Rzymie), włoski duchowny katolicki, kardynał.

## Życiorys
Pochodził z rodziny arystokratycznej, był synem księcia Luigiego i Veroniki z książąt Cenci-Bolognetti, bratankiem kardynała Vincenzo Macchiego. Studiował na Uniwersytecie La Sapienza w Rzymie, gdzie obronił doktorat obojga praw; święcenia kapłańskie przyjął w 1859. Otrzymał tytuły tajnego szambelana i prałata domowego papieża oraz godność referendarza w Trybunale Sygnatury Apostolskiej (1860); był sędzią w trybunale Consulty, wikariuszem kilku kardynałów (m.in. Constantino Patrizi Naro, archiprezbitera bazyliki laterańskiej), wizytatorem apostolskim diecezji Poggio Mirteto, konsultorem Kongregacji Soboru. Pius IX mianował go w 1875 mistrzem komnaty papieskiej, a Leon XIII – majordomusem i prefektem Pałacu Apostolskiego (1886).
Ten sam papież wyniósł go w lutym 1889 do godności kardynalskiej, nadając tytuł diakona Santa Maria in Aquiro (w listopadzie 1896 Macchi przeszedł na diakonię Santa Maria in Via Lata). Od kwietnia 1890 Macchi pełnił funkcję administratora opactwa w Subiaco; w grudniu 1896 został sekretarzem Listów Apostolskich. Po śmierci kardynała Teodolfo Mertela w lipcu 1899 był najstarszym stażem kardynałem diakonem (protodiakonem) i w tym charakterze uczestniczył w konklawe 1903 po śmierci Leona XIII, a następnie koronował papieża Piusa X (9 sierpnia 1903).
Został pochowany na cmentarzu Campo Verano w Rzymie.